# Municipio de Lincoln (condado de Cerro Gordo)
Lincoln Township es un municipio del condado Cerro Gordo, Iowa, Estados Unidos. Según el censo de 2020, tiene una población de 263 habitantes.
Es una subdivisión exclusivamente geográfica, por cuanto el estado de Iowa no utiliza la herramienta de los townships como Gobiernos municipales. El mantenimiento de los datos es realizado por la Oficina del Censo en cooperación con los Gobiernos estaduales y de los condados.

## Geografía
La subdivisión está ubicada en las coordenadas 43°12′21″N 93°18′36″O / 43.20583, -93.31000. Según la Oficina del Censo, tiene una superficie total de 91.65 km², de los cuales 91.63 km² corresponden a tierra firme y 0.02 km² están cubiertos de agua.

## Demografía
Según el censo de 2020, el 96.96 % de los habitantes son blancos y el 3.04 % son de dos o más razas. Del total de la población, el 0.76 % son hispanos o latinos de cualquier raza.